# Comité Olímpico de Bután
El Comité Olímpico de Bután fue creado en noviembre de 1983 con el entonces monarca del reino, Jigme Singye Wangchuck, como su presidente y con sede en Timbu, capital del país. Tras este reconocimiento, Bután participó por primera vez en los Juegos Olímpicos de 1984 celebrados en Los Ángeles cuando tres hombres y tres mujeres arqueros representaron a la nación.

## Historia
Después de la formación del Comité Olímpico de Bután en noviembre de 1983, participaron en el evento de tiro con arco de los Juegos Olímpicos de 1984 celebrados en Los Ángeles. En el evento jugaron seis arqueros de Bután, tres hombres y tres mujeres. Desde entonces, el país ha participado en los Juegos de Verano posteriores.
Tshering Chhoden junto con el veterano arquero Jubzang participaron en los Juegos Olímpicos de Verano de 2000 celebrados en Sídney. En los Juegos de 2004 celebrados en Atenas, dos arqueros, Tshering Choden y Tashi Peljor (segunda participación), representaron a Bután. Llegaron al segundo evento de la ronda de clasificación por primera vez. Dos estudiantes atletas, Kunzang Chhoden y Sonam Tobgay también formaron parte de este equipo como arqueros seleccionados para el Campamento Olímpico de la Juventud.

## Afiliación
Además del Comité Olímpico Internacional (COI), Bután también es miembro de la Asociación de Comités Olímpicos Nacionales y del Consejo Olímpico de Asia. Las federaciones deportivas butanesas afiliadas son la Federación Atlética Amateur, la Federación de Boxeo, la Federación de Fútbol, la Federación de Tenis de Mesa y la Federación de Tenis de Bután, todas ubicadas en Timbu.
En julio de 2003 se creó el Departamento de Juventud, Cultura y Deportes bajo los auspicios del Ministerio de Educación del Gobierno de Bután, con el objetivo de desarrollar «un enfoque y una política holísticos para el deporte y el desarrollo social». El país cuenta con 14 federaciones deportivas en las que 100 000 practicantes deportivos (aficionados) son miembros.
Bután y los Países Bajos han estado involucrados en un programa de cooperación activa desde 2001. Bajo este programa, el tiro con arco, deporte nacional en Bután, buscó la intención de lograr alcanzar en los Juegos Olímpicos de 2012 el estatus de uno de las naciones líderes en tiro con arco olímpico. La cooperación bilateral ha dado lugar a la publicación de un libro, en 2004, sobre tiro con arco tradicional y moderno en Bután y los Países Bajos. La Asociación Real de Fútbol de los Países Bajos ha prestado una cooperación similar al fútbol. En 2004, la Federación de Tiro con Arco de Bután fue honrada con el Premio Príncipe Claus de los Países Bajos.

## Deportes

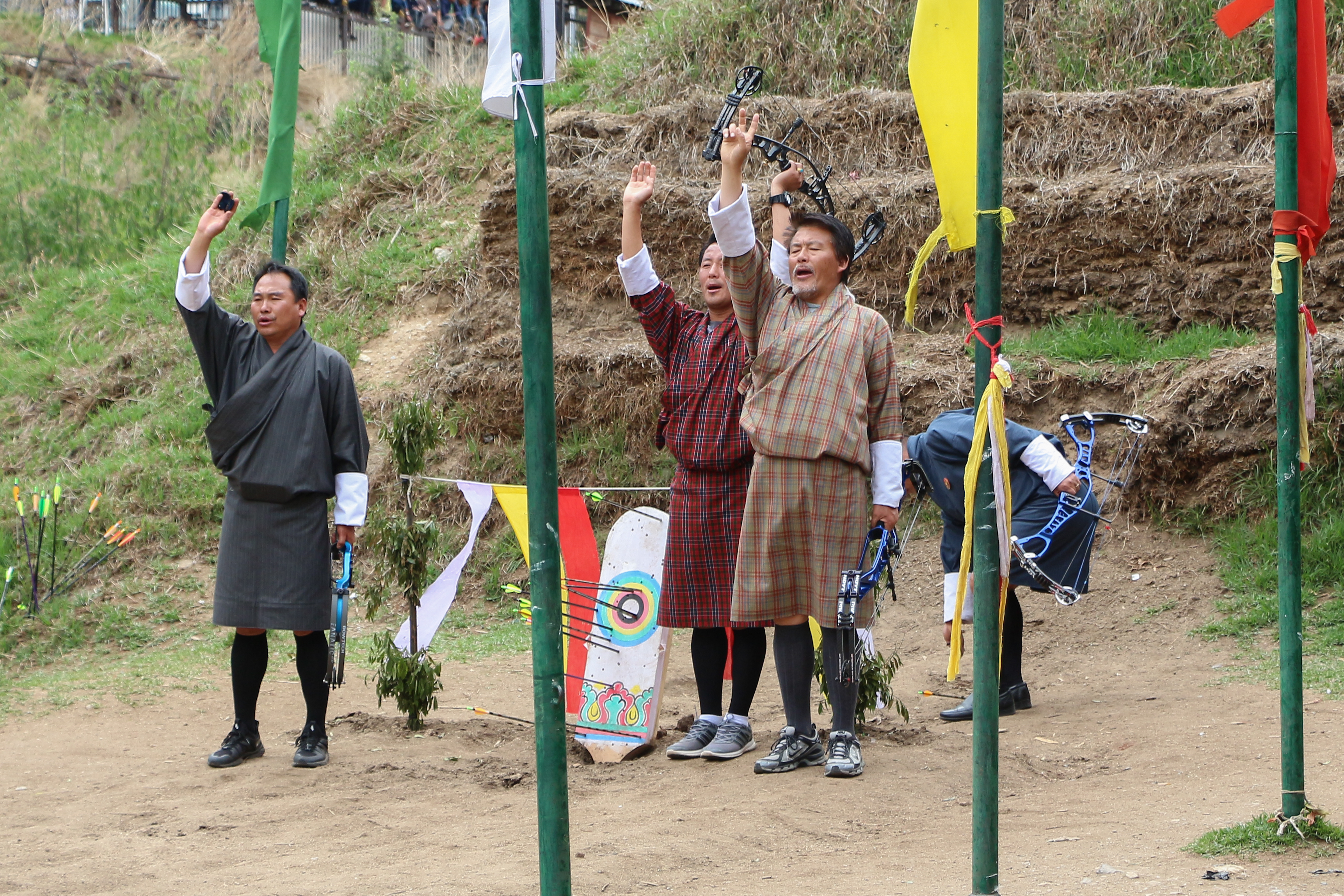
Arqueros butaneses

Para cada Juegos Olímpicos de Verano desde 1984, Bután ha desplegado arqueros masculinos y femeninos. El tiro con arco es el deporte nacional de Bután. Nunca han competido en los Juegos de Invierno ni en otros eventos de los Juegos de Verano; tampoco han ganado todavía una medalla olímpica.
Si bien el tiro con arco es el deporte nacional y el único con el que participa en los Juegos Olímpicos, otros deportes populares en el país son el tira y afloja, el baloncesto, el fútbol y el críquet. Los deportes de aventura como el senderismo, el rafting, el ciclismo de montaña y la escalada en roca también son populares.